# 페터 구스타프 르죈 디리클레
요한 페터 구스타프 르죈 디리클레(독일어: Johann Peter Gustav Lejeune Dirichlet, IPA: [ˈjoːhan ˈɡʊstaf ˈpeːtɐ ləˈʒœn diʀiˈkleː] 또는 locally [diʀiˈʃleː], 1805년 12월 31일 뒤렌 ~ 1859년 12월 30일 괴팅겐)는 독일의 수학자이다. 베를린 훔볼트 대학교와 괴팅겐 대학교에서 가르쳤으며, 주로 해석학과 수론 분야의 연구를 했다.

## 삶
디리클레의 조부모는 벨기에의 리슐레트(프랑스어: Richelette) 출신이었다. 그의 성이 프랑스어식인 이유이다. 프랑스어: Le jeune de Richelette 르 죈 드 리슐레트[*]는 리슐레트 출신 소년이란 뜻이다.
12살에 본의 한 김나지움(고등학교)에 들어가고, 2년 후에는 쾰른의 예수회 김나지움으로 전학하여 옴의 법칙을 발견한 게오르크 옴의 수업을 들었다. 1822년 파리에서 수학공부를 시작하고, 여기서 당대의 주요 수학자인 장바티스트 비오, 장바티스트 조제프 푸리에, 루이방자맹 프랑쾨르(프랑스어: Louis-Benjamin Francœur), 장 아셰트(프랑스어: Jean Hachette), 피에르시몽 라플라스, 라크루아, 아드리앵마리 르장드르, 시메옹 드니 푸아송 등을 만났다.
1825년 르장드르와 함께 페르마의 마지막 정리 중 한 경우인 n = 5 인 경우에 대해 증명을 해서 처음 주목을 받게 되었다. 후에 그는 n = 14 인 경우에 대해서도 증명하였다.
1827년 독일 본 대학에서 명예 교수자격을 얻게 된 후, 알렉산더 폰 훔볼트의 추천으로 브로츠와프 대학교에서 강사일을 맡았다. 1828년 훔볼트는 그를 베를린으로 불러들인다. 여기서 그는 처음엔 일반 군사학교에서, 나중에 건축 아카데미에서 교편을 잡았다. 1827년에는 강사가 되고, 1831년에는 조교수, 1839년에는 베를린 훔볼트 대학교의 수학 정교수가 되었다. 1831년 작곡가 펠릭스 멘델스존의 여동생인 레베카 멘델스존과 결혼했다. 1855년 카를 프리드리히 가우스의 후임으로 괴팅겐 대학교에서 고등수학 교수를 맡았다. 그는 이 자리를 1859년 죽을 때까지 갖고 있었다.

## 업적
디리클레는 편미분 방정식과 주기 급수, 정적분, 수론 분야를 연구했다. 그는 당시만 해도 서로 무관한 분야였던 수론과 응용수학을 이어주었다.
디리클레의 주요 관심사는 수론이었다. 디리클레는 등차수열에서 반드시 등장하는 소수의 성질에 대한 디리클레 등차수열 정리를 증명하였고, 또한 수론의 주요 분야인 해석적 수론을 창시하였다. 또한, 페르마의 마지막 정리를 n=5, 14인 경우에 증명하였다.
해석학에서, 디리클레는 푸리에 급수의 수렴성을 증명했으며, 또한 오늘날 쓰이는 추상적인 함수의 개념을 최초로 정의하였다.

## 논문 및 저서
- Sur la convergence des series trigonometriques qui servent a representer une fonction arbitraire entre des limites donnees, 1829
- Beweis des Satzes, dass jede unbegrenzte arithmetische Progression, deren erstes Glied und Differenz ganze Zahlen ohne gemeinschaftlichen Factor sind, unendlich viele Primzahlen enthält 1837
- 리하르트 데데킨트 : Untersuchungen über ein Problem der Hydrodynamik. Göttingen 1860
수력학 문제 연구
디리클레의 유작
- 리하르트 데데킨트 : Vorlesungen über Zahlentheorie, Braunschweig 1879
수론 강의
1856/57년 디리클레의 강의
- 그루베 : Vorlesungen über die im umgekehrten Verhältnis des Quadrats der Entfernung wirkenden Kräfte, Leipzig 1876
거리의 역제곱에 비례하는 힘에 대한 강의
디리클레의 유작
- Kurt-R. Biermann : Briefwechsel zwischen Alexander von Humboldt und Peter Gustav Lejeune Dirichlet, Berlin, Akademie-Verlag, 1982
알렉산더 폰 훔볼트와 르죈 디리클레의 서신교환

## 같이 보기
- 디리클레 에타 함수
- 디리클레 베타 함수
- 디리클레 람다 함수

## 인용자료
- Shields, A. (1989). “Lejeune Dirichlet and the birth of analytic number theory, 1837-1839”. 《The Mathematical Intelligencer》 (영어) 11: 7-11.